# Bedrijfsproces
Een bedrijfsproces is een ordening van het werk dat uitgevoerd dient te worden in een bedrijf.

## Overzicht
Het bedrijfsproces kan worden gedefinieerd als:
- Een ordening van activiteiten om een product of dienst te leveren die toegevoegde waarde biedt aan de klant[1].
- Een keten van activiteiten, gekoppeld en gestuurd door beslissingen[2].

Hiervoor zijn materiële of immateriële bedrijfsactiviteiten nodig. Voor de samenwerking is coördinatie nodig, door communicatie met elkaar. Voor deze activiteiten kan informatie nodig zijn over andere activiteiten binnen hetzelfde of een ander bedrijfsproces. Over de bedrijfsactiviteiten en de coördinatie kan informatie worden geregistreerd in een informatiesysteem.
Processen zijn hierdoor te onderscheiden van projecten:
- Een proces is repetitief, terwijl een project een unieke activiteit met begin en einde is.
- Wanneer een proces op dezelfde manier wordt uitgevoerd, met dezelfde omstandigheden, wordt hetzelfde resultaat bekomen bij elke iteratie.

Doorgaans wordt er onderscheid gemaakt in
- primaire processen (of productieprocessen, operationele processen); Alle activiteiten waarvan de output direct bijdraagt aan het resultaat voor de klant. De primaire bedrijfsprocessen vormen het bestaansrecht van een organisatie.
- sturende processen (of managementprocessen); Alle activiteiten die benodigd zijn om de organisatie en de processen te kunnen besturen.
- ondersteunende processen; Alle activiteiten die benodigd zijn om het primaire proces te faciliteren.

## Geschiedenis
In de negentiende eeuw begonnen economen na te denken over efficiëntere vormen van produceren. Tot die tijd was het normaal dat iemand een vak leerde van een meester, in de spanne van jaren, totdat hijzelf het gehele productieproces onder de knie had. Met de opkomst van (stoom)machines en goedkope krachten werd het zaak om elke werknemer nog slechts een klein onderdeel van het productieproces te laten doen zodat deze zich er in kon specialiseren. Die specialisatie zorgde voor veel snellere fabricage. Door elk deel van de productie op elkaar aan te sluiten ontstond een denkbeeldige keten die eindigde waar het product af was. Het in de hand houden van die keten lag weer bij anderen. Hoe complexer de processen werden, hoe lastiger het werd om in de hand te houden. Daarom was het nodig om het proces in kaart te brengen.
In de jaren 1970 werd voor het modelleren van computerprocessen het Data flow diagram gebruikt. Deze methode werd gebruikt om ook bedrijfsprocessen mee te modelleren. Ook in die tijd begon het kwaliteitsdenken vorm te krijgen. De belangrijkste pionier op dit gebied is William Edwards Deming. Van hieruit ontstonden diverse stromingen die allemaal steunden op de ontwikkelingen in procesmanagement en procesmodellering.
Uit het onderzoek in het gebied van procesmanagement begon te blijken dat het voordelen kan hebben om de organisatie als een geheel van processen te zien in plaats van een geheel van afdelingen. Dat laatste zorgt voor 'silodenken' waarbij alleen gekeken wordt naar resultaat binnen de afdeling, terwijl een organisatie juist bestaat bij de toegevoegde waarde die deze de klant biedt.

## Modelvorming van bedrijfsprocessen
Van een bedrijfsproces kan een model in de vorm van een schema worden gemaakt. Hiervoor worden verschillende modeltypen gebruikt zoals
- BPMN (Business Process Model & Notation)
- DEMO (Design and Engineering Methodology for Organizations)
- Data flow diagram (DFD)
- Stroomdiagram
- Input-process-outputmodel, zie ook black box.
- Productieketenmodellering
- Waardeketenmodellering
- IDEF0-model

## Toepassing van bedrijfsprocesmodellering
Het in kaart brengen van bedrijfsprocessen is geen doel op zich. Het ondersteunt een of meerdere andere doelstellingen zoals
- Kwaliteitsmanagement
- Risicobeheer
- Compliance

Daarnaast ondersteunen de gedocumenteerde bedrijfsprocessen veranderingen zoals
- Fusie
- Reorganisatie
- Uitbesteding